# Gertruda Grubrová-Goepfertová
Gertruda Grubrová-Goepfertová, také Gruberová-Göpfertová (16. dubna 1924, Janštejn (Horní Dubenky) u Jihlavy – 30. července 2014, Rosenheim) byla česká malířka, grafička, básnířka a spisovatelka. Od roku 1949 až do smrti žila v exilu.

## Život
Už na střední škole malovala a psala básně, které publikovala ve Studentském časopise; tam se setkala s Josefem Hiršalem a dalšími básníky. Po maturitě v Kyjově 1943 byla totálně nasazena, otec zahynul při železniční nehodě a matka onemocněla tuberkulózou. Seznámila se s katolickými básníky Janem Čepem a Janem Zahradníčkem, kteří ji přivedli ke křesťanství a trvale ovlivnili. V letech 1945–1949 studovala na UMPRUM v Praze malířství a grafiku, nejprve v ateliéru Františka Tichého, později Antonína Strnadela. Vdala se za právníka Leo Grubera, s nímž měla později pět dětí.
V roce 1949 dostala shodou okolností stipendium ke studiu na Vysoké škole užitých umění (HKGZ) v Curychu. Po dohodě s manželem, který pracoval na Ministerstvu sociálních věcí, se rozhodla, že se nevrátí. V roce 1952 studovala na Akademii výtvarných umění v Paříži a roku 1953 se konečně setkala s manželem ve Vídni. Společně odjeli do Mnichova, kde L. Gruber pracoval jako redaktor právě zakládané stanice Svobodná Evropa. Gruberová-Göpfertová spolupracovala s řadou exilových nakladatelství jako ilustrátorka a grafička, malovala (například oltářní obraz pro evangelický kostel v Obernhau) a psala básně, které vycházely v exilových časopisech. Od roku 1979 žili v Rosenheimu, od roku 1990 navštěvovala Československo, kde po roce 2001 začaly vycházet její básně a prózy.

## Z díla
- Hejno stehlíků. (básně) Řím : Křesťanská akademie 1966
- Choroš. Svitavy: Trinitas 2002
- Rodokmen. Praha: Triáda 2003
- Zimní klavír.(básně) Praha: Triáda 2003
- Půlnoční deník. Praha: Triáda 2005